# Nếu ốc sên có tình yêu
Nếu ốc sên có tình yêu là một phim truyền hình Trung Quốc phát sóng năm 2016, đạo diễn bởi Trương Khai Trụ và sản xuất bởi Daylight Entertainment, dựa theo tác phẩm cùng tên của Đinh Mặc .
Ngay tuần đầu tiên phát sóng phim đã đạt 200 triệu lượt xem trực tuyến , và vào ngày 15 tháng 11 phim đạt mức 1 tỷ lượt xem .

## Nội dung
Mối quan hệ giữa Quý Bạch và Hứa Hủ được xem là quan hệ thầy trò lạnh nhạt nhưng lại là quan hệ đồng đội sống chết có nhau, hơn thế nữa là quan hệ người yêu ngưỡng mộ lẫn nhau. Quý Bạch là đội trưởng đội cảnh sát hình sự có thâm niên trong ngành, lạnh lùng, trầm tĩnh, Hứa Hủ tuy là người mới nhưng lại là thiên tài trong việc nghiên cứu tâm lý tội phạm. Sau khi hai người cùng nhau phá một vụ án lớn, Quý Bạch đã nảy sinh tình cảm đối với cô học trò đơn thuần, biết nhìn xa trông rộng của mình. Hứa Hủ như một con ốc sên chậm chạp, cứng nhắc, cô có thân hình nhỏ nhắn hơn so với những đồng nghiệp trong ngành nhưng cô tuy là thiên tài lại không kiêu ngạo mà rất quan tâm đến bạn bè mình điều đó làm cho Quý Bạch chú ý đến.

## Diễn viên
| Diễn viên         | Vai                    | Miêu tả | Ghi chú |
| ----------------- | ---------------------- | --- | ------- |
| Vương Khải        | Quý Bạch               | Một thám tử cấp cao với vẻ ngoài thâm trầm và lạnh lùng, anh thường gây sửng sốt bởi miệng lưỡi thâm độc và sự lạnh lùng của mình. Tuy có vẻ khó chịu nhưng thực tế, anh ấy rất quan tâm và chăm sóc cấp dưới của mình. Tuy có gia cảnh bề thế, anh không có thói quen con nhà giàu thứ thiệt mà chọn làm công an nhân dân xuất sắc. Sau khi anh và Hứa Hủ cùng phá một vụ án lớn, anh đã phải thán phục người học viên đơn giản và khôn ngoan này. |         |
| Vương Tử Văn      | Hứa Hủ                 | Một thiên tài về tâm lý tội phạm, lần đầu tiên cô tham gia lực lượng cảnh sát với tư cách là một chuyên gia về tâm lý tội phạm. Cô gặp khó khăn trong giao tiếp giữa các cá nhân và không biết cách thể hiện cảm xúc của mình, cô phải đối mặt với vấn đề bị đuổi khỏi lực lượng cảnh sát vì thể chất kém. Sau đó, cô đã cùng Quý Bạch giải quyết một số vụ án lớn, và cô rất gắn bó với Quý Bạch. |         |
| Từ Diệp           | Diêu Mông              | Một thực tập sinh trong nhóm vụ án nghiêm trọng của Sở công an Lâm Thị, và là bạn tốt của Hứa Hủ, người thích Quý Bạch. Tuy có vẻ ngoài điển trai, tóc ngắn nhưng lại là hoa khôi của lực lượng công an, cô đã tham gia nhiều vụ phá án, không ngừng thành thục và trưởng thành trong các vụ án. |         |
| Vu Hằng           | Triệu Hàn              | Đội phó trong nhóm vụ án nghiêm trọng của Sở công an Lâm Thị, bạn của Quý Bạch và Hứa Hủ. Triệu Hàn thận trọng và thực dụng, hành động là điều tối quan trọng. Có một trái tim ấm áp ẩn dưới vẻ ngoài nghiêm nghị, anh ấy chắc chắn là cậu ấm số một trong Đội cảnh sát hình sự Lâm Thị. Đối mặt với bọn tội phạm hung ác, có thể hỗ trợ và động viên anh em, bạn đồng hành. |         |
| Trương Lục        | Tô Mặc                 | Đội trưởng Đội điều tra hình sự Công an huyện Hưởng Xuyên. |         |
| Võ Tiểu Vũ        | Diệp Tiếu              | Con gái thứ ba của tập đoàn họ Diệp. Cô học cùng trường trung học với Quý Bạch, và tình bạn cùng lớp của cô đã thăng hoa thành một mối tình bí mật và có quá nhiều âm mưu đan xen. Là viên ngọc quý trong tay của chủ tịch tập đoàn Diệp, Diệp Tiêu rất giống một tiểu thư, và có tính cạnh tranh rõ ràng. |         |
| Trương Diễm Diễm  | Anh Lỗ                 | "Anh Lỗ", tên thật là Trương Hiểu Lỗ, là một nữ trùm ma túy sống dọc biên giới giữa Trung Quốc và Myanmar. Buôn bán ma túy, buôn lậu và bắt cóc thực hiện đủ loại tội ác. Một giây là một cô gái nông thôn giản dị, giây tiếp theo, biến thành một phụ nữ trẻ quyến rũ để mở cánh cửa tội ác. Chiến đấu với trí thông minh và lòng dũng cảm với một nhóm cảnh sát đã không bị tụt lại phía sau. Trong một chiến dịch truy bắt, Hiểu Lỗ đã lợi dụng lúc hỗn loạn và trốn thoát, nữ chính Hứa Hủ và những người khác lập tức vượt biên để truy lùng Hiểu Lỗ, và vì Hiểu Lỗ, họ bắt đầu một màn ruọt đuổi ở Myanmar. |         |
| Thái Hành         | Phách                  | Tướng quân Kachin ở Myanmar, người yêu của Anh Lỗ. |         |
| Tưởng Băng        | Trương Sĩ Ung          | Con rể của Diệp thị, chồng của Diệp Tiếu, mục tiêu điều tra chính của Quý Bạch. Mặc bộ vest và đi giày da, anh ta nói chuyện một cách ung dung và điềm đạm, những ngón tay không ngừng cọ xát giữa tiếng nói chuyện và tiếng cười thể hiện một trái tim háo hức, ánh mắt dữ tợn đầy tự tin. Tham vọng và muốn nuốt cổ phần của Tập đoàn Diệp thị thông qua Diệp Tử Tịch. |         |
| Triệu Viên Viên   | Diệp Tử Tịch           | Một trong những người phụ trách nhóm nhà họ Diệp và là bạn tốt của Quý Bạch. Cha của Diệp Tử Tịch và Quý Bạch là bạn cũ. Cô và Quý Bạch học cấp hai cùng nhau, và yêu Quý Bạch, nhưng Quý Bạch luôn chăm sóc cô như em gái. Sau khi Diệp Tử Tịch bị sát hại, Quý Bạch trịu trách nhiệm hòa giải vụ án. |         |
| Trương Hiểu Khiêm | Dương Vũ               | |         |
| Lưu Tử Huyên      | Diệp Tử Tịch (lúc nhỏ) | |         |
| Lý Long Quân      | Lương Vũ               | Cảnh sát thuộc Sở công an Lâm Thị. |         |
| Vương Vũ Tranh    | lão Lý                 | |         |
| Trương Dã         | Tiểu Phương            | |         |
| Lý Bồi Minh       | Chiến Phong            | Giám đốc Sở công an Lâm Thị. |         |
| Vương Vĩnh Cường  | Triệu Lang             | Sư phụ của Quý Bạch, Cha của Triệu Hàn, cảnh sát chìm |         |
| Hoắc Á Minh       | Diệp Tử Cường          | Anh cả Diệp gia |         |
| Tiêu Thể Di       | Diệp Lan Viễn          | Chủ tịch tập đoàn Diệp thị |         |
| Giang Sâm         | Đề Tát                 | Sĩ quan của quân đội Kachin ở Myanmar |         |

## Nhạc phim
| Ca khúc                               | Lời       | Sáng tác     | Trình bày    | Thể loại          |
| Oa Ngưu hành《蜗牛行》                | Đinh Mặc  | Vu Tử Thương | Vu Tử Thương | Tuyên truyền khúc |
| Điểm cuối của hạng phúc《幸福的终点》 | Tăng Tiệp | Tăng Tiệp    | Tăng Tiệp    | Nhạc cuối phim    |
| Điểm cuối của hạng phúc《幸福的终点》 | Tăng Tiệp | Tăng Tiệp    | Vương Tử Văn | Sáp khúc          |

## Sách

### Trung Quốc đại lục
| Ngày               | Tên                                   | Tác giả  | Nhà phát hành                                    | ISBN               |
| 1 tháng 4 năm 2014 | 《如果蝸牛有愛情 （全二冊）》         | Đinh Mặc | Nhà xuất bản Văn học và Nghệ thuật Bách Hoa Châu | ISBN 9787550007420 |
| 1 tháng 9 năm 2016 | 《如果蝸牛有愛情 （典藏版）》         | Đinh Mặc | Nhà xuất bản Văn học và Nghệ thuật Bách Hoa Châu | ISBN 9787550018747 |
| Tháng 11 năm 2016  | 《如果蜗牛有爱情 官方授权正版手账本》 |          | CITIC Press Group                                | ISBN 2016J1696     |

### Đài Loan
| Ngày                 | Tên                           | Tác giả  | Nhà phát hành    | ISBN               |
| 6 Tháng 11 năm 2013  | 《如果蝸牛有愛情 上》         | Đinh Mặc | Trí Linh văn hóa | ISBN 9789865782146 |
| 6 Tháng 11 năm 2013  | 《如果蝸牛有愛情 下》         | Đinh Mặc | Trí Linh văn hóa | ISBN 9789865782153 |
| 16 tháng 11 năm 2016 | 《如果蝸牛有愛情 （套書版）》 | Đinh Mặc | Trí Linh văn hóa | ISBN 9789865782139 |

## Giải thưởng
| Giải                                          | Hạng mục                                   | Công việc    | Kết quả   | Ghi chú |
| --------------------------------------------- | ------------------------------------------ | ------------ | --------- | ------- |
| Phim truyền hình chất lượng lần thứ 2         | Phim truyền hình của năm (Đông Phương TV)  |              | Đoạt giải | [ 5 ]   |
| Phim truyền hình chất lượng lần thứ 2         | Nam diễn viên giá trị nhất                 | Vương Khải   | Đoạt giải | [ 5 ]   |
| Tecent QQ Star Awards                         | Phim truyền hình chiếu mạng chất lượng     |              | Đoạt giải | [ 6 ]   |
| Tecent QQ Star Awards                         | Nam diễn viên quyền lực nhất               | Vương Khải   | Đoạt giải | [ 6 ]   |
| Tecent QQ Star Awards                         | Nữ diễn viên thăng tiến                    | Vương Tử Văn | Đoạt giải | [ 6 ]   |
| Hoa Đình lần thứ 22                           | Top 10 phim truyền hình của năm            |              | Đoạt giải | [ 7 ]   |
| Giải thưởng trên website DramaFever lần thứ 5 | Phim truyền hình tiếng Trung xuất sắc nhất |              | Đề cử     |         |